# A Treasury
A Treasury je kompilační album britského písničkáře Nicka Drakea. Vydala jej v říjnu 2004 společnost Island Records. Obsahuje písně ze všech jeho studiových alb (Five Leaves Left, Bryter Layter a Pink Moon) doplněné o písně, které rovněž vyšly na různých kompilacích (Time of No Reply a Made to Love Magic). Jako bonus se zde nachází píseň „Plasir d'amour“, která vznikla při nahrávání alba Pink Moon, ale dříve nikde nevyšla.

## Seznam skladeb
Autorem všech skladeb je Nick Drake.
| Pořadí | Název                                  | Původní album                                       | Délka |
| ------ | -------------------------------------- | --------------------------------------------------- | ----- |
| 1.     | Introduction                           | Bryter Layter (1970)                                | 1:31  |
| 2.     | Hazey Jane II                          | Bryter Layter (1970)                                | 3:44  |
| 3.     | River Man                              | Five Leaves Left (1969)                             | 4:18  |
| 4.     | Cello Song                             | Five Leaves Left (1969)                             | 4:45  |
| 5.     | Hazey Jane I                           | Bryter Layter (1970)                                | 4:28  |
| 6.     | Pink Moon                              | Pink Moon (1972)                                    | 2:03  |
| 7.     | Poor Boy                               | Bryter Layter (1970)                                | 6:07  |
| 8.     | Magic                                  | Time of No Reply (1987)                             | 2:48  |
| 9.     | Place to Be                            | Pink Moon (1972)                                    | 2:42  |
| 10.    | Northern Sky                           | Bryter Layter (1970)                                | 3:45  |
| 11.    | Road                                   | Pink Moon (1972)                                    | 2:01  |
| 12.    | Fruit Tree                             | Five Leaves Left (1969)                             | 4:48  |
| 13.    | Black Eyed Dog                         | Made to Love Magic (2004)                           | 3:25  |
| 14.    | Way to Blue                            | Five Leaves Left (1969)                             | 3:10  |
| 15.    | From the Morning                       | Pink Moon (1972)                                    | 2:30  |
| 16.    | Plasir d'amour (skrytá bonusová píseň) | nahrána během vzniku alba Pink Moon, dříve nevydáno | 0:46  |

## Obsazení
- Nick Drake – zpěv, kytara
- John Cale – celesta, klavír, varhany
- Dave Pegg – baskytara
- Richard Thompson – kytara
- Danny Thompson – kontrabas
- Claire Lowther – violoncello
- Dave Mattacks – bicí
- Rocki Dzidzornu – konga
- Ray Warleigh – altsaxofon
- Mike Kowalski – bicí
- Chris McGregor – klavír
- P. P. Arnold – doprovodné vokály
- Doris Troy – doprovodné vokály
- Robert Kirby – aranžmá
- Harry Robinson – aranžmá